# Гуляков, Александр Дмитриевич
Александр Дмитриевич Гуляков (род. 5 мая 1956, Баранчеевка, Беднодемьяновский район, Пензенская область, РСФСР, СССР) — советский и российский деятель органов внутренних дел, государственный и политический деятель. Ректор Пензенского государственного университета с 3 декабря 2013. Депутат Законодательного собрания Пензенской области с 2007 года.
Начальник Управления внутренних дел по Пензенской области с 1998 по 2007. Председатель Законодательного собрания Пензенской области с 14 декабря 2007 по 22 октября 2012. Генерал-майор милиции (1999). Доктор юридических наук (2022), профессор. Почетный работник сферы образования Российской Федерации (2021). Председатель Совета ректоров вузов Пензенской области с 2013. Почётный гражданин Пензенской области (2017). Президент Пензенского отделения Всероссийской полицейской ассоциации МПА (2017). Заслуженный работник высшей школы Российской Федерации (2024).

## Биография
Родился 5 мая 1956 в селе Баранчеевка Беднодемьяновского (ныне — Спасского) района Пензенской области, в рабочей семье.

### Образование
В 1983 окончил Саратовское отделение Московского филиала юридического заочного обучения Академии МВД СССР по специальности «юриспруденция», в 1989 — Академию МВД СССР по специальности «управление в органах внутренних дел», в 1992 — адъюнктуру Академии МВД России.
В 1995 в Академии МВД России защитил диссертацию на соискание учёной степени кандидата юридических наук на тему: «Формирование и функционирование криминальной милиции в горрайорганах внутренних дел (организационно-правовые вопросы)».
В 2013 присвоено учёное звание доцента по кафедре уголовного права Юридического института Пензенского государственного университета. Профессор кафедры «Теория государства и права и политология».

### Начало карьеры
Школьником, начиная с шестого класса, работал вместе с отцом на комбайне штурвальным.
В 1973, после окончания Беднодемьяновской средней школы, с 1973 по 1974 работал учителем физики и математики в родном селе — в Баранчеевской восьмилетней школе Беднодемьяновского района Пензенской области.
С 1974 по 1976 проходил срочную службу в рядах Советской армии на острове Сахалин. Службу завершил в звании старшины. Вернувшись из армии, поступил на службу в органы внутренних дел.

### Служба в органах внутренних дел
Проработал в органах внутренних дел 30 лет — с 1977 по 2007: из них 18 лет — в городе Беднодемьяновске (ныне — Спасск) Пензенской области и 12 лет — в Пензе. Начав с рядовых должностей, завершил службу в должности начальника Управления внутренних дел по Пензенской области.
С 1977 по 1981 — участковый инспектор инспекции по делам несовершеннолетних Беднодемьяновского районного отдела внутренних дел. Был членом бюро Беднодемьяновского райкома ВЛКСМ.
С 1981 по 1984 — старший инспектор уголовного розыска.
С 1984 по 1986 — старший оперуполномоченный уголовного розыска.
С 1986 по 1990 — заместитель начальника Беднодемьяновского районного отдела внутренних дел по оперативной работе.
В ноябре 1992, после окончания адъюнктуры Академии МВД России, был назначен начальником Беднодемьяновского РОВД. Занимал эту должность до сентября 1995, затем был перевегден в Пензу в аппарат областного Управления внутренних дел.
С сентября 1995 по февраль 1996 — заместитель начальника отдела уголовного розыска службы криминальной милиции Управления внутренних дел по Пензенской области (руководил подотделом борьбы с имущественными преступлениями, затем — подотделом борьбы с преступлениями против личности). С февраля 1996 — заместитель начальника Управления внутренних дел по Пензенской области — начальник следственного управления.
В 1998 был назначен начальником Управления внутренних дел по Пензенской области. В мае 1999 присвоено специальное звание «генерал-майор милиции». Руководил областным УВД до 2007 года.

### Работа в Законодательном собрании
2 декабря 2007 был избран депутатом Законодательного собрания Пензенской области IV созыва от Пензенского регионального отделения политической партии «Единая Россия» (по партийным спискам).
14 декабря 2007, на первой (организационной) сессии Законодательного собрания Пензенской области IV созыва, был избран его председателем. Занимал эту должность до конца работы IV созыва Законодательного собрания.
14 октября 2012 избран депутатом Законодательного собрания Пензенской области V созыва от Пензенского регионального отделения политической партии «Единая Россия» (по одномандатному избирательному округу).
10 сентября 2017 избран депутатом Законодательного собрания Пензенской области VI созыва от Пензенского регионального отделения политической партии «Единая Россия» (по одномандатному избирательному округу).

### Работа в высшей школе
С 1996 преподаёт в Пензенском государственном университете.
29 октября 2012 назначен директором Педагогического института имени В. Г. Белинского Пензенского государственного университета.
С 7 мая 2013 — временно исполняющий обязанности ректора Пензенского государственного университета.
26 ноября 2013, по результатам голосования, избран ректором Пензенского государственного университета. Всего в голосовании принимали участие 231 делегат. 212 голосов были отданы за Александра Гулякова, 12 — за его оппонента, 7 бюллетеней признаны недействительными.
28 ноября 2013 министром образования и науки Российской Федерации Дмитрием Ливановым был подписан приказ об утверждении А. Д. Гулякова в должности ректора ПГУ с 3 декабря 2013 по 2 декабря 2018.
21 марта 2019, по результатам голосования на Конференции работников и обучающихся, переизбран ректором Пензенского государственного университета. 222 голоса были отданы за Александра Гулякова, 24 — за его оппонента.

## Санкции
6 марта 2022 года после вторжения России на Украину подписал письмо в поддержу российской агрессии. С 9 июня 2022 года находится под персональными санкциями Украины за поддержку войны. Также был внесён ФБК в список коррупционеров и разжигателей войны за поддержку нападения на Украину, 16 марта 2022 года форумом свободной России внесён в «Список Путина» с предложением введения против него международных санкций.

## Семья
Женат, имеет двух дочерей и четверых внуков.

## Награды
Государственные
- Медаль Жукова
- Медаль «300 лет Российскому флоту»
- Медаль «За заслуги в проведении Всероссийской переписи населения» (2002)
- Медаль ордена «За заслуги перед Отечеством» II степени (2004)
- Благодарность Президента Российской Федерации (24 октября 2017) — за заслуги в развитии науки и образования, подготовке квалифицированных специалистов, многолетнюю добросовестную работу[14]

Ведомственные
- Медаль «За доблесть в службе» (МВД России)
- Медаль «За боевое содружество» (МВД России)
- Медаль «За отличие в службе» I, II, III степеней (МВД России)
- Нагрудный знак «Почётный сотрудник МВД»[15]
- Медаль «200 лет МВД России» (2002)
- Медаль «За заслуги» (2010, ФМС России) — за активную помощь и содействие Федеральной миграционной службе в обеспечении её деятельности[16]
- Именное оружие — пистолет Макарова
- Почётный знак Совета Федерации Федерального собрания Российской Федерации «За заслуги в развитии парламентаризма» (2011)[17]
- Заслуженный работник высшей школы Российской Федерации (2024)
- Почётный работник сферы образования Российской Федерации (2021)[18]
- Почётная грамота Министерства образования и науки Российской Федерации (2016) — за многолетнюю плодотворную работу по развитию и совершенствованию учебного процесса, значительный вклад в дело подготовки высококвалифицированных специалистов[19]
- Медаль «За укрепление боевого содружества» (2019, Минобороны России)[20]

Религиозные
- Орден Святого благоверного князя Даниила Московского III степени (РПЦ)
- Медаль Святителя Иннокентия, епископа Пензенского II степени (2010, РПЦ) — за особый вклад в созидание церковной жизни Пензенской епархии[21]

Региональные
- Медаль ордена «За заслуги перед Пензенской областью»[22]
- Почётный знак «Во славу земли Пензенской» (2004)[23]
- Памятный знак «За заслуги в развитии города Пензы» (2010)[24]
- Звание «Заслуженный юрист Пензенской области» (2014)
- Почётный знак Законодательного собрания Пензенской области (2015) — за вклад в развитие парламентаризма[25]
- Почётный гражданин Пензенской области (9 июня 2017) — за особые заслуги перед Пензенской областью и ее населением[26]
- Орден «За заслуги перед Пензенской областью» I степени (2018) — за многолетнюю плодотворную деятельностью в области просвещения, значительный вклад в подготовку высококвалифицированных специалистов[27]
- Орден «За верность долгу» (5 мая 2023)[28]
- Звание «Заслуженный деятель науки Пензенской области» (18 октября 2023)[29]
- Орден «Единство и согласие» (1 ноября 2023)[30]

Муниципальные
- Звание «Почётный гражданин Спасского района» Пензенской области[31]
- Памятный знак «За заслуги в развитии города Пензы» (Решение ПГД 23.04.2010 № 317-17/5)[32]

Общественные
- Медаль «За ратную доблесть» (Боевое Братство)
- «За помощь и содействие ветеранскому движению» (2022)[33]